# Marek Hrivík
Marek Hrivík (* 28. August 1991 in Čadca, Tschechoslowakei) ist ein slowakischer Eishockeyspieler, der seit Februar 2022 erneut beim Leksands IF aus der Svenska Hockeyligan (SHL) unter Vertrag steht und dort auf der Position des Centers bzw. linken Flügelstürmers spielt. Zuvor absolvierte Hrivík unter anderem über 370 Spiele in der American Hockey League (AHL) und bestritt darüber hinaus 24 Partien für die New York Rangers und Calgary Flames in der National Hockey League (NHL).

## Karriere
Hrivík durchlief in seiner Jugend die Nachwuchsabteilungen des MsHK Žilina, bevor er 2008 in die Slowakische U20-Nationalmannschaft aufgenommen wurde. Diese nimmt unter dem Namen HK Orange 20 am Spielbetrieb der slowakischen Extraliga teil, in der der Angreifer in der Spielzeit 2008/09 in 34 Spielen auf 14 Scorerpunkte kam. Anschließend wählten ihn die Moncton Wildcats im CHL Import Draft des Jahres 2009 an 34. Position aus, bevor er den Wechsel nach Nordamerika vollzog und mit Beginn der Saison 2009/10 für die Wildcats in der Ligue de hockey junior majeur du Québec (LHJMQ) auflief. Direkt in seiner ersten LHJMQ-Spielzeit gewann Hrivík mit dem Team die Playoffs um die Coupe du Président, bevor er in den beiden folgenden Saisons jeweils die Marke von 70 Punkten erreichte und dennoch in keinem NHL Entry Draft berücksichtigt wurde. Bereits 2010 hatte ihn allerdings Barys Astana an 118. Position im KHL Junior Draft ausgewählt.
In der Folge schloss sich der Angreifer im März 2012 auf Probe den Connecticut Whale aus der American Hockey League (AHL) an, wobei dieses Engagement zwei Monate später in einem Einstiegsvertrag bei deren NHL-Kooperationspartner mündete, den New York Rangers. In den kommenden Jahren etablierte sich der Slowake als regelmäßiger Scorer in der AHL, sowohl bei den Connecticut Whale als auch später beim umbenannten Hartford Wolf Pack, bevor er im Februar 2016 für die Rangers in der National Hockey League (NHL) debütierte. In der Saison 2016/17 absolvierte Hrivík 16 Partien für New York, etablierte sich allerdings nie in deren NHL-Aufgebot.
Anschließend wurde sein im Sommer 2017 auslaufender Vertrag nicht verlängert, sodass er im Juli 2017 als Free Agent zu den Calgary Flames wechselte, die ihn ebenfalls hauptsächlich in der AHL bei den Stockton Heat einsetzen. Anschließend kehrte er nach neun Jahren in Nordamerika nach Europa zurück, indem er sich im Juli 2018 dem HK Witjas aus der Kontinentalen Hockey-Liga (KHL) anschloss. Allerdings wechselte der Slowake nach nur einer Spielzeit im Sommer 2019 zu Leksands IF in die Svenska Hockeyligan (SHL). Hrivík war dort zwei Spielzeiten aktiv und wurde am Ende der Saison 2020/21 mit dem Guldhjälmen als wertvollster Spieler und als bester Stürmer ausgezeichnet. Zudem war er Topscorer und bester Vorlagengeber der Liga. Im Anschluss versuchte er erneut in der KHL Fuß zu fassen, als er sich Torpedo Nischni Nowgorod anschloss. Bereits im Februar 2022 kehrte er nach Leksand zurück.

### International
Auf internationalem Niveau debütierte Hrivík bei der World U-17 Hockey Challenge 2008 und nahm auf U18-Niveau an den Weltmeisterschaften 2008 und 2009 teil. Die slowakische U20-Nationalmannschaft vertrat er bei den Weltmeisterschaften 2009 und 2011, wobei er mit dem Team 2009 das Halbfinale erreichte.
Für die A-Nationalmannschaft seines Heimatlandes debütierte er schließlich im Rahmen der Weltmeisterschaft 2014, wobei die slowakische Auswahl einen neunten Platz erreichte. Einen weiteren Einsatz hatte der Angreifer bei der Weltmeisterschaft 2021. Zum ersten Mal seit acht Jahren qualifizierte sich die Slowakei bei diesem Turnier für das Viertelfinale, schied aber dort gegen das Team der USA aus und belegte den achten Platz. Im folgenden Jahr gewann er mit dem slowakischen Team bei den Olympischen Winterspielen 2022 in Peking die Bronzemedaille.

## Erfolge und Auszeichnungen
- 2010 Coupe-du-Président-Gewinn mit den Moncton Wildcats
- 2021 Guldhjälmen
- 2021 Bester Stürmer der Svenska Hockeyligan
- 2021 Topscorer der Svenska Hockeyligan

### International
- 2022 Bronzemedaille bei den Olympischen Winterspielen

## Karrierestatistik
Stand: Ende der Saison 2023/24

### International
Vertrat die Slowakei bei:
| - World U-17 Hockey Challenge 2008 - U18-Junioren-Weltmeisterschaft 2008 - U20-Junioren-Weltmeisterschaft 2009 - U18-Junioren-Weltmeisterschaft 2009 - U20-Junioren-Weltmeisterschaft 2011 - Weltmeisterschaft 2014 | - Weltmeisterschaft 2021 - Qualifikationsturnier für die Olympischen Winterspiele 2022 - Olympischen Winterspielen 2022 - Weltmeisterschaft 2023 - Weltmeisterschaft 2024 - Qualifikationsturnier für die Olympischen Winterspiele 2026 |

(Legende zur Spielerstatistik: Sp oder GP = absolvierte Spiele; T oder G = erzielte Tore; V oder A = erzielte Assists; Pkt oder Pts = erzielte Scorerpunkte; SM oder PIM = erhaltene Strafminuten; +/− = Plus/Minus-Bilanz; PP = erzielte Überzahltore; SH = erzielte Unterzahltore; GW = erzielte Siegtore; 1 Play-downs/Relegation; Kursiv: Statistik nicht vollständig)